# Улична уметност
Улична уметност (енгл. Street art) је било која уметност која је настала на јавном месту - на улицама и мотиви уличне уметности су различити као и њене технике.

## Технике
У односу на традиционалне графитне уметнике који углавном употребљавају спреј за стварање својих дела, улични уметници употребљавају многе друге технике од којих су неке: налепнице, шаблонски графити, мозаик, видео пројекција, улична инсталација и друге технике. Из овог разлога улична уметност је понекад названа „пост-графити“. Улична уметност се може налазити било где у свету, а улични уметници често путују по свету да би раширили свој дизајн.

## Улични уметници
Радови уметника као 
- Кит Херинг (Keith Haring),
- Хералд Негли,
- Блек ле Рат и
- Бенкси (Banksy) су познати у свету и излагани су у музејима и галеријама као и на улицама.

### Документарни филмови
- Roadsworth: Crossing the Line (2007) a documentary film about the legal struggle of Montreal street artist Roadsworth
- Street Art Awards (2010) opening of the street art festival in Berlin
- Las Calles Hablan (2013) Las Calles Hablan, a feature length documentary about street art in Barcelona

}-